# Élections législatives biélorusses de 2016
Des élections législatives se déroulent en Biélorussie le 11 septembre 2016,.

## Système électoral
À la suite d'une modification du Code électoral intervenue en 2013, les 110 membres de la Chambre des représentants sont désormais élus en utilisant le scrutin uninominal majoritaire à un tour.
Cependant, en cas de candidat unique dans une circonscription, ce candidat n'est déclaré élu que s'il recueille les suffrages de la majorité des votants (possibilité de vote « contre tous »).

## Candidats
Les partis pro-gouvernementaux Parti communiste de Biélorussie, le Parti libéral-démocrate de Biélorussie, le Parti républicain du travail et de la justice et le Parti agrarien de Biélorussie prennent part à ces élections. Beaucoup de candidats pro-gouvernementaux ne sont pas membres d'un parti.
Contrairement aux élections de 2012, l'opposition participe à ces élections et organise une campagne nommée « Droit de choisir », réunissant le Front populaire biélorusse, les Chrétiens-démocrates biélorusses, le Parti social-démocrate du Bélarus (Assemblée), le mouvement Pour la liberté, le Parti civil uni de Biélorussie, le Parti vert de Biélorussie, le Parti de la liberté et du progrès et le Syndicat de l'industrie électrique. Le Parti de la gauche biélorusse « Un monde juste » participe aussi à ces élections.

## Résultats
|                        |                                                    |           |        |        |               |  |  |  |  |  |  |  |  |  |
| Partis                 | Partis                                             | Voix      | %      | Sièges | +/–           |  |  |  |  |  |  |  |  |  |
|                        | Parti communiste de Biélorussie                    | 380 770   | 7,40   | 8      | 5             |  |  |  |  |  |  |  |  |  |
|                        | Parti libéral-démocrate                            | 218 081   | 4,24   | 1      | 1             |  |  |  |  |  |  |  |  |  |
|                        | Parti républicain du travail et de la justice (en) | 147 378   | 2,87   | 3      | 2             |  |  |  |  |  |  |  |  |  |
|                        | Parti civil uni de Biélorussie                     | 111 227   | 2,16   | 1      | 1             |  |  |  |  |  |  |  |  |  |
|                        | Parti patriotique biélorusse (en)                  | 111 045   | 2,16   | 3      | 3             |  |  |  |  |  |  |  |  |  |
|                        | Front populaire biélorusse                         | 88 511    | 1,72   | 0      | en stagnation |  |  |  |  |  |  |  |  |  |
|                        | Parti de la gauche biélorusse « Un monde juste »   | 72 185    | 1,40   | 0      | en stagnation |  |  |  |  |  |  |  |  |  |
|                        | Parti social démocrate de l'assemblée              | 66 381    | 1,29   | 0      | en stagnation |  |  |  |  |  |  |  |  |  |
|                        | Les Verts                                          | 9 038     | 0,18   | 0      | en stagnation |  |  |  |  |  |  |  |  |  |
|                        | Indépendants                                       | 3 445 562 | 67,01  | 94     | 10            |  |  |  |  |  |  |  |  |  |
|                        | "Aucun d'entre eux"                                | 491 986   | 9,57   |        |               |  |  |  |  |  |  |  |  |  |
|                        |                                                    |           |        |        |               |  |  |  |  |  |  |  |  |  |
| Suffrages exprimés     | Suffrages exprimés                                 | 5 142 164 | 98,66  |        |               |  |  |  |  |  |  |  |  |  |
| Votes blancs et nuls   | Votes blancs et nuls                               | 69 707    | 1,34   |        |               |  |  |  |  |  |  |  |  |  |
| Total                  | Total                                              | 5 211 871 | 100,00 | 110    | en stagnation |  |  |  |  |  |  |  |  |  |
| Abstentions            | Abstentions                                        | 1 766 619 | 25,32  |        |               |  |  |  |  |  |  |  |  |  |
| Inscrits/participation | Inscrits/participation                             | 6 978 490 | 74,68  |        |               |  |  |  |  |  |  |  |  |  |

## Analyse
Pour la première fois depuis 1996, un parti d'opposition parvient à gagner un siège au Parlement lors de ces élections. Anna Konopatskaïa, membre du parti d'opposition Parti civil uni de Biélorussie, devient ainsi députée. Une candidate d'opposition indépendante, Ielena Anissim, est également élue, bénéficiant du retrait inattendu de la candidate pro-gouvernement dans sa circonscription
,,. Tous les autres sièges, toutefois, sont remportés par des partisans du gouvernement.